# Avslag (obstetrik)
Avslag är den vaginala blödning efter en förlossning som kommer från såret i livmodern där moderkakan suttit. Det är vanligt att blödningen pågår i fyra till sex veckor.